# 내 모든 것을 빼앗겨도
"내 모든 것을 빼앗겨도"는 1981년에 개봉한 대한민국의 영화이다.

## 캐스팅
- 유지인
- 윤연경
- 김희라
- 조재성
- 유명순
- 김기종
- 이예성
- 길달호
- 서정아
- 김일란
- 윤진숙
- 최석
- 정영국
- 김승남
- 박용팔
- 최신영
- 최일
- 한태일
- 김수천
- 박부양
- 김예성
- 김대현
- 박만규
- 안진수
- 박해진
- 사원배
- 김성용
- 성명순
- 권일정